# 坂本俊吾
坂本 俊吾（さかもと しゅんご、1987年3月17日 - ）は、シンガポール在住の日本人投資家（ヘッジファンドマネジャー）、相場師。進学会ホールディングス社外取締役。
独立系資産運用会社ブラック・クローバー・リミテッド（Black Clover Limited）創業者。徹底した企業分析によるバリュー投資を基本とし、投資先に訪問し企業価値向上の提案を行うアクティビストとして活動している。

## 経歴
福島県いわき市出身。東京大学卒業。東京大学基金栄誉会員。2022年7月1日付で、東京証券取引所スタンダード市場上場企業である進学会ホールディングスの取締役投資顧問に就任。
東京大学在学中に会社経営を行い、その利益を元手に株式投資をはじめ、現在の前身となるファンドを立ち上げる。大学卒業後に英国4大銀行の一つバークレイズ証券に勤務した後、投資銀行時代の同僚と共にBlack Clover Limitedを設立。同社は中東最大のタックスヘイブン、アラブ首長国連邦の都市ドバイに拠点を置く。2019年よりシンガポールに移転、こうした海外拠点から日本企業に投資する戦略はユニークでありながら、国内外のネットワークを活かした運用体制を築いている。2023年よりアルビレックス新潟シンガポールとオフィシャルパートナー契約を締結。
なお、先述したBlack Clover Limitedは金融商品取引法上の金融商品取引業の登録等はなく、証券取引等監視委員会により2025年4月25日付で会社及び坂本俊吾に対し、金融商品取引法違反行為に係る裁判所への禁止及び停止命令発出の申立が行われている。

## 企業価値向上の手法
ブラック・クローバー・リミテッド創業当初から徹底した企業分析を基盤に、経営陣との対話や株主提案を通じて余剰資産の活用、資本政策の見直し、ガバナンス改革といった施策を促すことで企業価値向上を図っている。
これらの手法により、投資先企業の株価が上昇し、企業価値が顕在化した事例が複数報告されている。株主提案がすべて受け入れられるわけではないものの、資本市場においてはアクティビスト投資家の役割が注目されている。アクティビストとしての主な活動事例にカーディナル株式会社及び常磐開発株式会社のマネジメント・バイアウトによるTOB等がある。

## 主要な投資事例
ブラック・クローバー・リミテッドは、バリュー投資とアクティビスト投資を行っている。過去15年にわたり多数の上場企業に対し経営改革や資本政策の提案を行い、以下のような事例が知られている。
三京化成（8138）：2022年に発行株式の約20%を取得し筆頭株主となった。臨時株主総会を招集して株主提案を行い、政策保有株式の大幅売却や配当強化などを要求。提案の背景にある問題意識としては「長年低ROEが放置されているにもかかわらず経営改善策を示さず、かえって社長の親族を役員に起用するなど株主軽視の姿勢」が挙げられており、「配当性向100%・自己株取得」や「持合株処分」といった踏み込んだ提案は日本企業に対しては異例の大胆さだった。三京化成の経営陣は当初強く抵抗する姿勢を示したが2023年以降、政策保有株式について同社は一部の持ち合い株の売却に踏み切った。また、資本効率改善と株主還元強化の観点から増配も実行。自社株買いについても、2024年にかけて一定規模で実施された。一方、経営トップ人事や買収防衛策に関しては、総会後も現状維持となった。坂本の提案自体は否決されたものの、同社が発表した一連の施策により業績指標の改善期待が高まり、株価は前年より大幅に上振れた状態で推移した。
大本組（1793）：2023年以降、約10%の株式を保有して経営陣と協議を重ねた。含み資産の売却益を原資とした特別配当や自己株買いにより、企業価値の向上を図ったとされる。
新家工業（7305）：2023年に株式を5%超取得後、経営陣に配当拡充など資本効率の改善を働きかけた。最大の成果は、配当性向を実質100%近くまで引き上げた大胆な株主還元策。年間配当額が実質倍増する水準で、予想配当利回りは発表時点で約7.9%に達した。配当と並ぶ株主還元策として、新家工業は自己株式の大規模な買い入れ（自社株買い）にも踏み切り、これが同社の株価純資産倍率(PBR)是正に寄与した。こうした大規模自社株買いの実施により、新家工業は総還元性向100%というコミットメントを実行に移し、株主に対する利益還元を資本コストを意識した形で実現した。並行して、安定した株主還元策として、新家工業は賃貸不動産事業から得られる収益の全額を原資に年間100円を下限配当とする方針も示した。2024年度から2026年度を対象期間とする「中期経営計画2026」および長期ビジョン「長期ビジョン2033」も策定・公表。その内容は事業ポートフォリオ戦略や具体的数値目標を伴う資本配分方針が盛り込まれるなど充実したもので、東京証券取引所も「経営資源の最適化に向けて真摯に取り組んでいることが伝わる」と高く評価結果。これらの発表直後、株価は急騰。